# Rotten Garden
Rotten Garden (с англ. — «Гниющий сад») — четвёртый студийный альбом русской атмосферик-блэк-метал-группы Grima, выпущенный 22 января 2021 года на лейбле Naturmacht Productions. Альбом получил положительные отзывы от музыкальных критиков.

## История
В августе 2020 года стало известно, что группа завершила процесс записи альбома в июле и релиз находится на стадии сведения. Кроме того, стало известно, что группа также работает над новым клипом.
1 января 2021 года вышел сингл «Cedar and Owls». На трек также был снят клип.

## Отзывы критиков
| Оценки критиков | Оценки критиков |
| Источник        | Оценка          |
| --------------- | --------------- |
| Metal Storm     | [ 4 ]           |
| metal.de        | [ 5 ]           |
| Punknews.org    | [ 6 ]           |
| Sputnikmusic    | [ 7 ]           |

Интернет-издание Colta.ru пишет, что Rotten Garden — самая уверенная и детально проработанная в музыкальном плане работа коллектива. По словам Сергея Мезенова, редактора Colta.ru, альбом стал «самой большой во всех смыслах работой дуэта». Томас Манке из metal.de охарактеризовал альбом: «Rotten Garden — русская меланхолия, холод и эпическая атмосфера».

## Список композиций
| №                   | Название                              | Длительность |
| ------------------- | ------------------------------------- | ------------ |
| 1.                  | «Cedar and Owls»                      | 7:56         |
| 2.                  | «Mourning Comes at Sunset»            | 5:32         |
| 3.                  | «At the Foot of the Red Mountains»    | 4:42         |
| 4.                  | «Old Oak»                             | 2:43         |
| 5.                  | «Rotten Garden»                       | 10:24        |
| 6.                  | «Grom»                                | 5:34         |
| 7.                  | «Devotion to Lord 2020» (Bonus Track) | 6:37         |
| Общая длительность: | Общая длительность:                   | 43:28        |

## Участники записи

### Grima
- Максим «Morbius» Сысоев — гитара
- Глеб «Vilhelm» Сысоев — вокал, гитара

### Сессионные музыканты
- Serpentum — бас-гитара
- Vlad — ударные
- Валентина Асташова — клавишные
- Сергей Пастух — аккордеон